# Strawberry Tree
Strawberry Tree — первое в мире общественное солнечное зарядное устройство, разработанное сербской компанией Strawberry Energy.

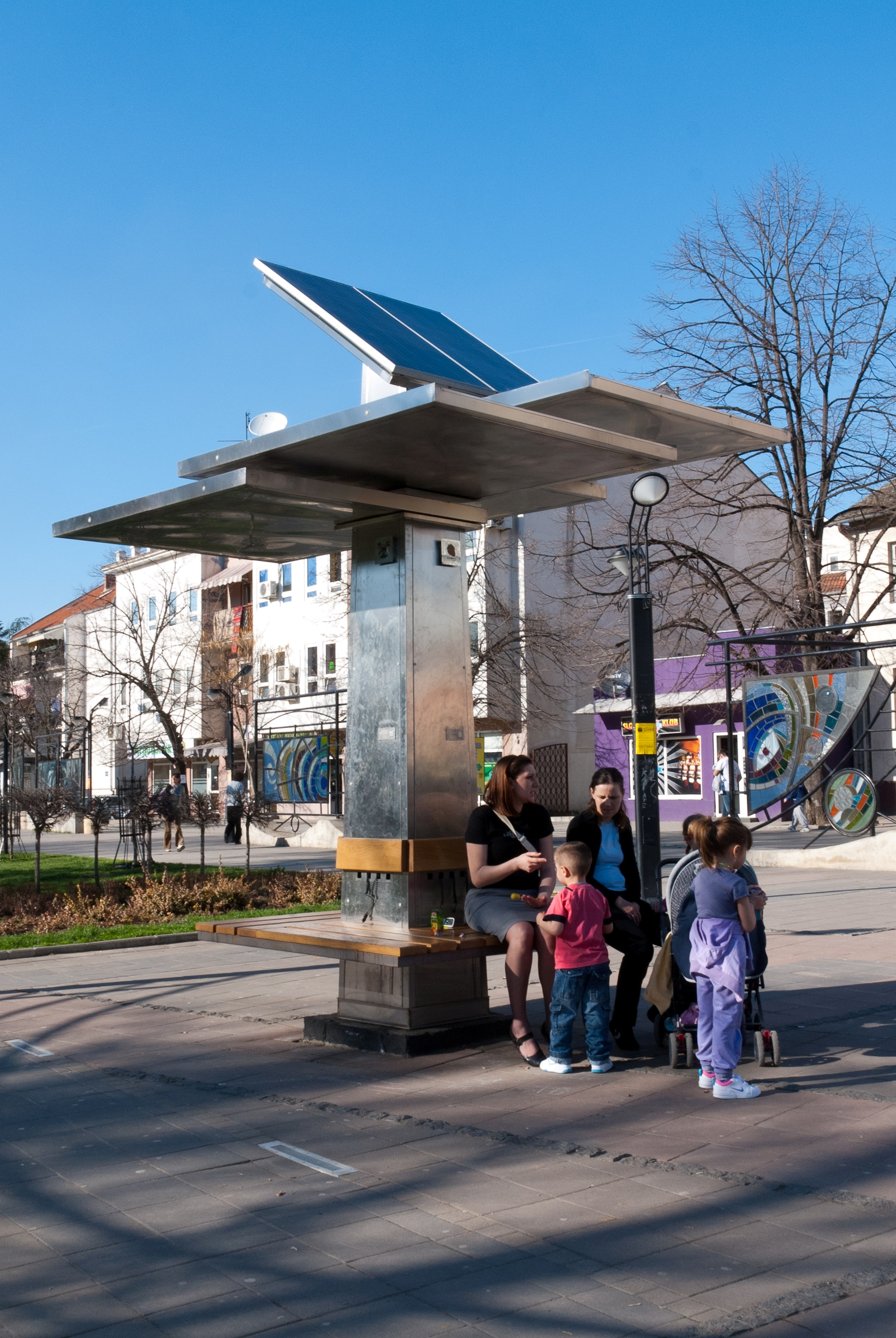
Strawberry Tree на площади в городе Обреновац, Сербия

Strawberry Tree — это электрическая система, совмещающая солнечную станцию и станцию Wi-Fi, которые устанавливаются в общественных местах: площади, парки, скверы — давая возможность прохожим бесплатно заряжать свои мобильные устройства. Его основными частями являются:
- солнечные панели, преобразующие солнечную энергию в электрическую;
- аккумуляторы, которые накапливают энергию и обеспечивают функционирование системы более 14 дней при отсутствии солнечного света;
- шестнадцать кабелей для различных типов мобильных устройств — телефоны, планшеты, камеры, mp3-плееры и другие;
- электроника, управляющая этой системой.

Кроме того, Strawberry Tree предоставляет бесплатный беспроводной доступ в Интернет в непосредственной близости от него.

## История
Идею общественного солнечного зарядного устройства для мобильных устройств придумал и разработал Милош Милисавлевич (Miloš Milisavljević) — основатель компании Strawberry Energy. Первоначально это была группа студентов технологического факультета Белградского университета, которые стремились сделать источник возобновляемой энергии бесплатным и доступным для всех.
Первая система Strawberry Tree была установлена в октябре 2010 года на главной площади сербского муниципалитета Обреновац. В течение первых 40 дней с момента представления такого вида сервиса было произведено порядка 10000 зарядок. Год спустя, в сотрудничестве с компанией Telekom Srbija второе зарядное устройство было установлено в белградском муниципалитете Звездара. В том же месяце третье устройство Strawberry Tree было установлено в городе Нови-Сад. К началу 2012 года на всех трех системах было выполнено более 100 000 зарядок. После этого следующие Strawberry Tree были установлены в сербских городах Кикинда, Вране, Бор, Валево.

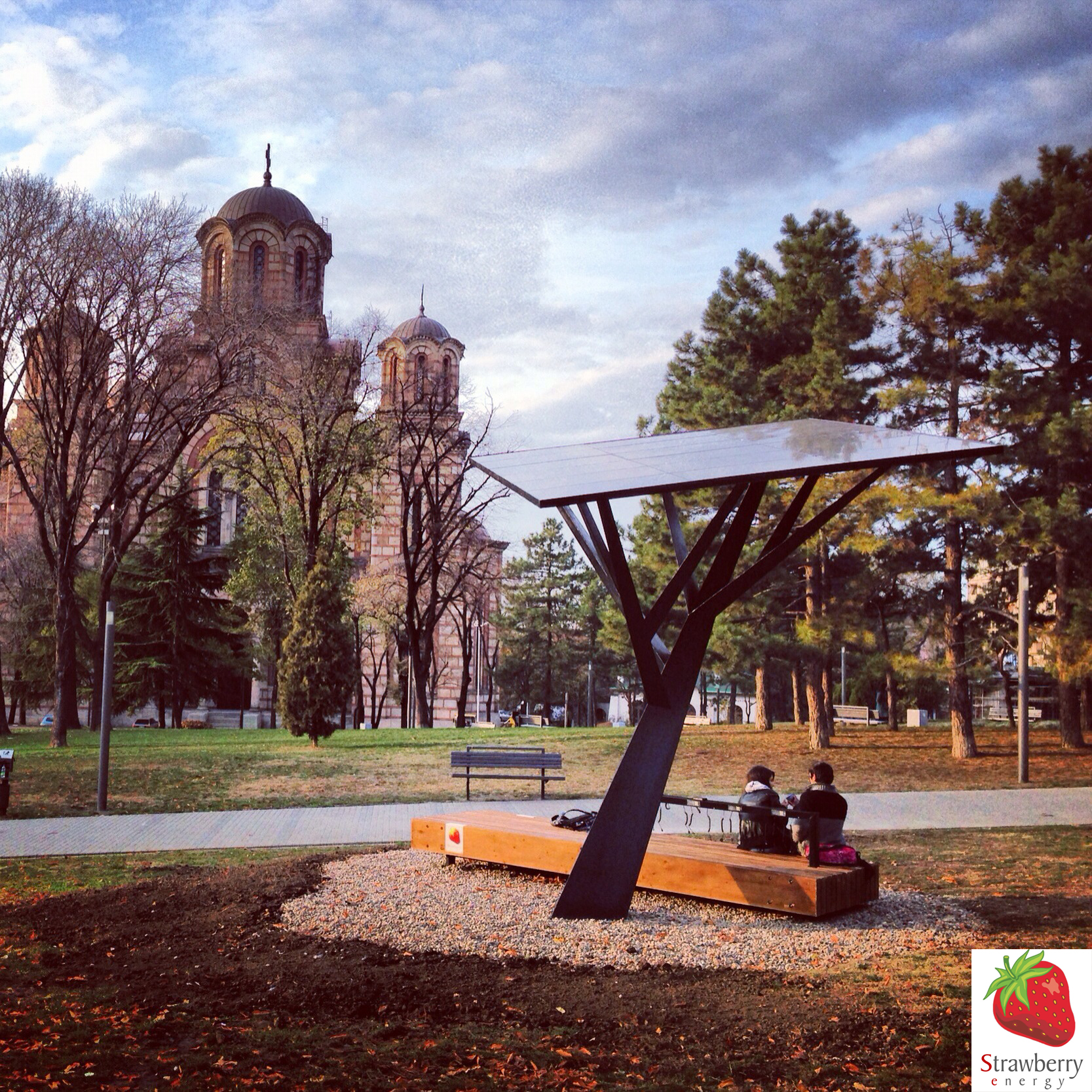
Strawberry Tree на белградской площади Славия

В последующие годы, совершенствуя систему Strawberry Tree и изменяя её дизайн, компания Strawberry Energy установила её в парке Ташмайдан в Белграде (ноябрь, 2012 года), на белградской площади Славия (начало 2013 года), а также два устройства в городе Биелина — в городском культурном центре и городском парке (2013 год).